# フィリス・バイド

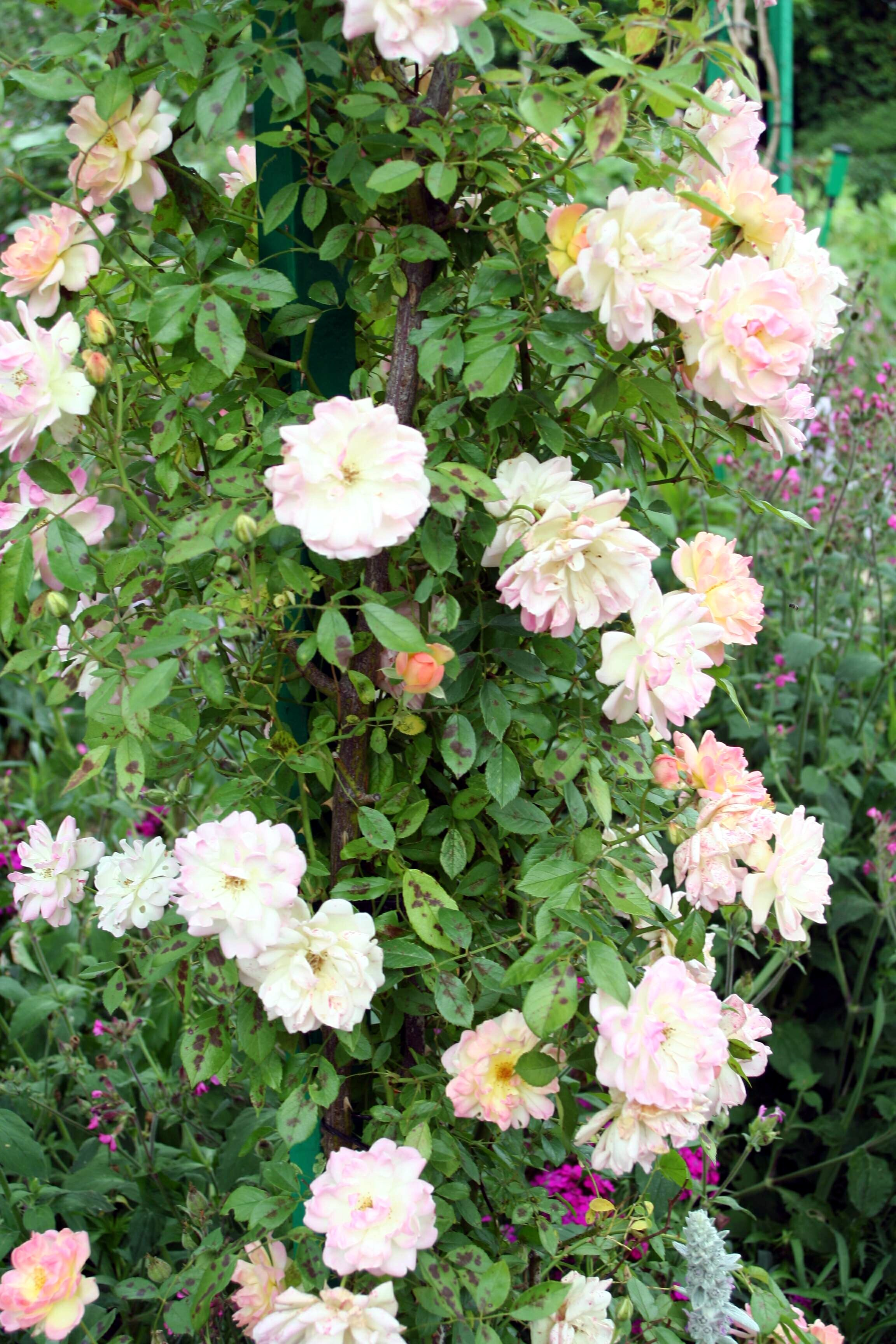
フィリス・バイド

フィリス・バイドは、バラの園芸品種の1つ。1923年にイギリスで、バイドによって作出された。
一般的には、オールドローズの1系統であるポリアンサ系に分類されるが、つる性のノワゼット系に入れる人もいる。交配種は、母・Perle d'Or、父・Gloire du Dijon。母方がノイバラの血を継いでいる。樹高が3mになる、返り咲きのつるバラ。花の色は大きく変化する。咲き始めは黄色またはレモンイエローだが、次第に花弁の端がサーモンピンク色に変わり出し、満開になるとアプリコット色の花を咲かせるが、やがてほとんど白色になる。花径は約4cmで花保ちがとてもよく、15日にも及ぶことがある。その結果、1つの木に様々な色合いの花が付くことになる。数輪の房咲きで、花付きがよく、シュートの元から先まで花を付ける。一方、香りは弱い。強健種で、シュートの発生も多い。耐寒性・耐暑性もある。カクテルやイエスタデイの交配に使われており、交配種としても重要な品種である。